# Lista de vulcões de Vanuatu
Esta é uma lista de vulcões ativos e extintos em Vanuatu.

## Vulcões
| Nome                                   | Elevação (metros) | Elevation (pés) | Localização                   | Última erupção       |
| -------------------------------------- | ----------------- | --------------- | ----------------------------- | -------------------- |
| Ambae                                  | 1496              | 4908            | 15° 22′ 48″ S, 167° 49′ 48″ L | 2005                 |
| Ambrym                                 | 1334              | 4375            | 16° 15′ S, 168° 07′ L         | em curso             |
| Aneityum                               | 852               | 2795            | 20° 12′ S, 169° 50′ L         | Pleistoceno          |
| East Epi                               | -34               | -111            | 16° 41′ S, 168° 22′ L         | 2004                 |
| Eastern Gemini Seamount                | -80               | -262            | 20° 59′ S, 170° 17′ L         | 1996                 |
| Futuna                                 | 666               | 2185            | -                             | Pleistoceno          |
| Monte Gharat                           | 767               | 2615            | 14° 16′ S, 167° 30′ L         | 2011                 |
| Hunter Island                          | 297               | 974             | 22° 24′ S, 171° 03′ L         | 1903                 |
| Kutali                                 | 833               | 2733            | 16° 44′ S, 168° 17′ L         | -                    |
| Kuwae                                  | -2                | -7              | 16° 49′ 44″ S, 168° 32′ 10″ L | 1980                 |
| Lopevi                                 | 1413              | 4636            | 16° 30′ S, 168° 20′ L         | 2006                 |
| Makura                                 | 644               | 2113            | 17° 00′ S, 168° 30′ L         | -                    |
| Ilha Matthew                           | 177               | 581             | 22° 20′ S, 171° 19′ L         | 1976                 |
| Merelava                               | 883               | 3373            | 14° 27′ S, 168° 03′ L         | 1606                 |
| Mota Lava                              | 411               | 1348            | 13° 42′ S, 167° 39′ L         | 300000 a.C.          |
| North Vate                             | 594               | 1949            | 17° 27′ S, 168° 20′ L         | Holoceno             |
| Traitor's Head                         | 837               | 2746            | 18° 45′ S, 168° 20′ L         | 1881                 |
| Tavai Ruro                             | 554               | 1818            | 16° 48′ S, 168° 26′ L         | -                    |
| sem nome                               | 521               | 1709            | 16° 59′ 31″ S, 168° 35′ 31″ L | Holoceno             |
| Ureparapara                            | 764               | 2507            | -                             | 476000 a.C.          |
| Vanua Lava                             | 921               | 3022            | 13° 48′ S, 167° 28′ L         | 1965                 |
| Vot Tande                              | 64                | 210             | -                             | Há 4 milhões de anos |
| Montanha submarina de Gêmeos Ocidental | -30               | -98             | 21° 00′ S, 170° 03′ L         | -                    |
| Yasur                                  | 405               | 1329            | 19° 31′ S, 169° 25′ L         | em curso             |